# キッシング
キッシング (ドイツ語: Kissing) はドイツ連邦共和国バイエルン州シュヴァーベン行政管区のアイヒャッハ＝フリートベルク郡に属す町村（以下、本項では便宜上「町」と記述する）で、アウクスブルクの南約5kmで境を接している。

## 地理

### 自治体の構成
この町は、公式には3つの地区 (Ort) からなる。このうち小集落や孤立農場などを除く集落を以下に列記する。
- キッシング
- メルゲンタウ

## 歴史

### 中世初期から盛期

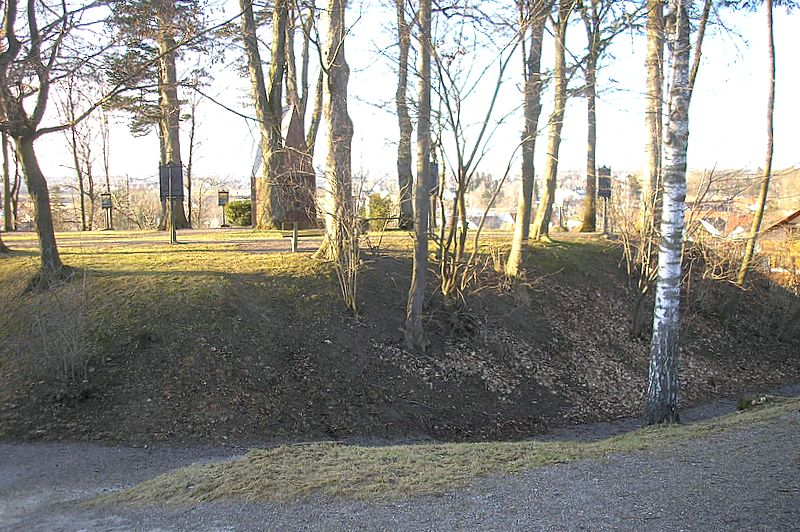
キッシング城砦趾

「Kisingas」は763年の最も古いフライジングの公文書集にすでに記載されている。シャルニッツ修道院の創設者であるレギンパートは、当時まだ幼弱であった修道院に自分の遺産を寄贈した。当時フェルンパスに至るローマ街道がこの町周辺を通っていたかどうかは、明らかでない。修道院は聖ペテロに捧げられた。キッシングに現存するペータース教会も、その創設は中世初期に遡る。
955年にキッシングの町域でレヒフェルトの戦いの戦闘がなされた。ハンガリー人からの避難するための小規模な避難城塞が、現在のメルゲンタウ城近くのレヒフェルトに設けられた。
972年から976年の間にフライジングの家臣ヤーコプは「Kisinga」および「Salahahe」の所領を司教に贈与した。
1031年頃にフラインジングの公文書集の様々な記載に何度も登場する。1085年にハーバッハ修道院の文書に立会人としてアーダルベロ・デ・キッシンギンという人物が登場する。キッシングの貴族は現在の教区教会の近くに砦を構えていた。
この村はペータース教会教会を中心に発展していった。近くのフックスベルク（アイアーベルク）の上にはかつての城趾が遺されている。1200年頃からペータース教会の南により大きく、防衛機能を持つ教区教会の建設が始まった。
アウクスブルク司教ウーダルシャルクは1202年に亡くなる際、キッシングの所領を司教区に遺贈した。ウーダルシャルクはヴェルフェン家に近い、あるいはこの家の出身者の可能性もある人物で、1191年にそれまで所有者であったヴェルフェン家の人物が亡くなった際にこの所領を相続していたのであった。

### 中世後期
15世紀中頃の「Ehaftbuch」という記録集にキッシング「伯領」の権利と領主に関する状況の記録がある。1447年に司教ペーター・フォン・シャウムベルクは、村の裁判所（当時は一定の行政権をも有していた）を2000ハンガリー・グルデンでモイティング家に売却した。これについてバイエルンのフリートベルク地方裁判所と繰り返し争いがなされた。この結果、1571年7月12日に協定が締結され、ホーフマルク・キッシングはバイエルンの重罪裁判所の管理下に置かれることとなった。ただし下級裁判権は司教配下の裁判官に残された。住民はバイエルンの支配下に置かれ、人頭税や地税を支払わなければならなかった。

### 近世初期
こうした協定の締結にもかかわらず、司教本部とバイエルン行政府はまたしても衝突した。司教ハインリヒ・フォン・クネリンゲンの下、司教座参事会はこのホーフマルクをイエズス会に売却するよう勧告したのである。最終的に、売却は1602年7月7日に行われ、1603年2月18日に公証人による確認がなされた。領主権は42,500グルデンでアウクスブルクのイエズス会聖ザルヴァートル神学院のものとなった。その後40年の間にイエズス会は領主権に関連するその他の諸権利のほとんどを組織的に獲得していった。
スペイン継承戦争の間に、旧ヴェルフェン家のメルゲンタウ城を中心とした地域のイエズス会領は荒廃していった。1713年から1715年の間にバロック様式の「Tusculum」（別荘）が建てられた。しかしこの建物は、建築構造上の理由から現在では損傷してしまっている。同じ頃、教区教会の下に学校も創設された。

### 19世紀から20世紀
キッシングは1773年までイエズス会に属した。ホーフマルクは1848年まで存続したが、1803年からはバイエルン政府に移管された。キッシングはフリートベルク地方裁判所（後に行政上の管区となる）に属した。この村は、一時的にレヒ郡（アウクスブルク管轄下）に属したが、その後イーザル郡（ミュンヘン管轄下）に移され、さらにドナウ郡（インゴルシュタット管轄下）の所属となった。1937年から1943年までこの町はオーバーバイエルンに属していた。しかしアウクスブルクに隣接することから、1944年に最終的にシュヴァーベン行政管区のフリートベルク郡に属すこととなった。1950年に住民投票が行われ、この措置の支持が確認された。
1837年に鉄道 アウクスブルク - ミュンヘン線の工事が始まったが、これは旧村落の西をかすめるものであった。1840年の人口は915人で、ほぼ完全に農業で生計を立てていた。ほとんどの家屋は藁葺きで何度も火災が起きている。1903年以降でも10件の大規模火災があった。この頃すでに多くの手工業が行われていた。やがて、6つの工場がこの町に進出してきた。
普仏戦争や第一次世界大戦では多くのキッシング住民がヨーロッパ各地の戦場で亡くなった。落命したこの町の住民のための戦争記念碑が中世の城趾に建てられている。

### 第二次世界大戦

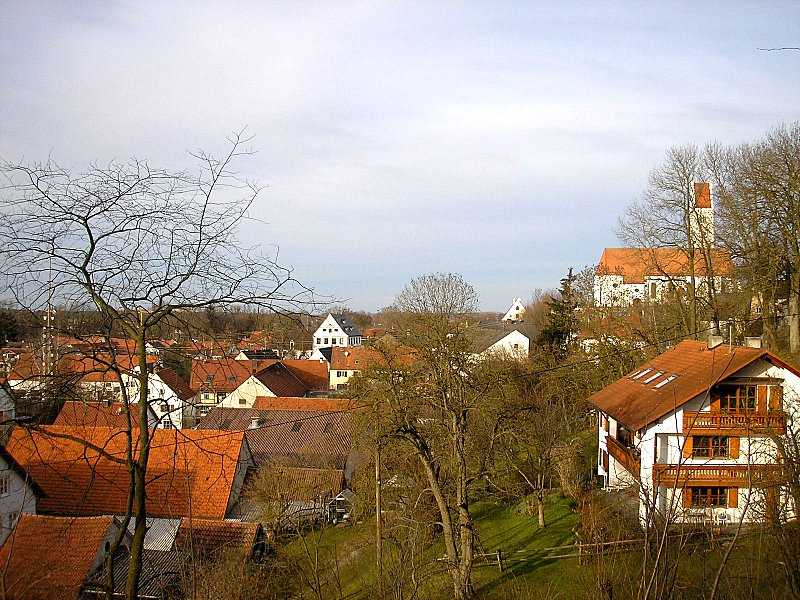
アルトキッシングの町並み

第二次世界大戦開戦前（1939年）にはこの町の人口は1,665人まで増加していた。終戦後、この町の人口は急速にさらに増加した。大都市アウクスブルクの近郊に位置することから、多くの企業が鉄道沿いに進出した。レヒフェルトの農地に大規模な新興住宅地が設けられた。この住宅地には主に戦禍で家を失った人や旧ドイツ領の東プロイセンやシレジア、チェコ領であったズデーテン地方などから放逐された人が入居した。
1957年に、町は二つの集落の中間に新しい国民学校を設立した。また同じ年、ノイキッシングにカトリックの聖ベルンハルト教会が完成した。その後、学校の近くには新しい町役場の庁舎や多目的ホールが造られた（1972年）。1999年には「パールタールハレ」と呼ばれる新しい多目的ホールと新しいスポーツ公園が設けられ、スポーツ行事や催し物が頻繁に開催されるようになった。
1972年には行政改革に伴って、それまでのアイヒャッハ郡とフリートベルク郡が合併し、アイヒャッハ＝フリートベルク郡が成立した。1976年に州政府はこの町をアウクスブルク人口密集地域の居住重点に指定した。
現在もこの町は2つの部分に分けられる。パール川の西に位置するのが郊外に造られたノイキッシングで、新旧の駅や工業地区を包含する。教会と城砦の下に建設されたアルトキッシングは、少なくもその中心部は、シュヴァーベン=バイエルン地方の農村の風景を留めている。
キッシング住民の多くが大都市のアウクスブルクやミュンヘンに通勤している。ミュンヘンへ向かう連邦道西側の工業地区および人口密集地区は、この町に多くの職場を提供している。世紀の変わり目頃に新しいもう一つの住宅地が造成された。多くの余暇施設があることから、キッシングはアウクスブルクやミュンヘンに住む特に若い世代の家族に人気がある。レヒ川近くの2つの砂利採取場跡は大きな水浴場として利用されている。レヒ川23番堰もレジャー施設となっている。レヒラインには広大な遊歩道を備えた大きな森がある。

## 行政

### 町議会
町議会は第1町長と24人の議員からなる。

### 紋章
赤と白の紋章の色はアウクスブルク司教を意味する。テントは GunzenLê の王のテントを示している。先端がクローバー型の十字が描かれた小盾は聖ウルリヒ・聖アフラ修道院の紋章である。銀の波帯はレヒ川を表し、半分の歯車は近代性と工業を象徴する。

## 経済と社会資本

### 交通
キッシングはアウクスブルクからミュンヘンへの鉄道沿いに位置する。この区間は1840年に開業したバイエルンで最も古い路線の一つである。この区間の四複線化に伴って古い駅が廃止され、それよりやや南側に新しい駅が設けられた。2008年末からこの駅は主要交通拠点となりアウクスブルク方面、メーリング方面の列車が15分間隔で発着している。ミュンヘン行きは30分ごとの運行である。さらにアンマー湖への接続便やヴァイルハイムあるいはショーンガウ方面の列車（アンマーゼー鉄道）は1時間毎に運行されている。
道路交通については、キッシングは連邦道B2号線沿いにある。メーリングやケーニヒスブルンを経由して連邦道B17号線に接続し、ランツベルク・アム・レヒやフュッセン方面に至る。また、連邦アウトバーンA8号線の新しいインターチェンジ74a（デルヒング・インターチェンジ）へはフリートベルクを経由して約15分の行程である。

### 経済
キッシングは、WEKA出版グループの本部所在地である。

### 文化と見所

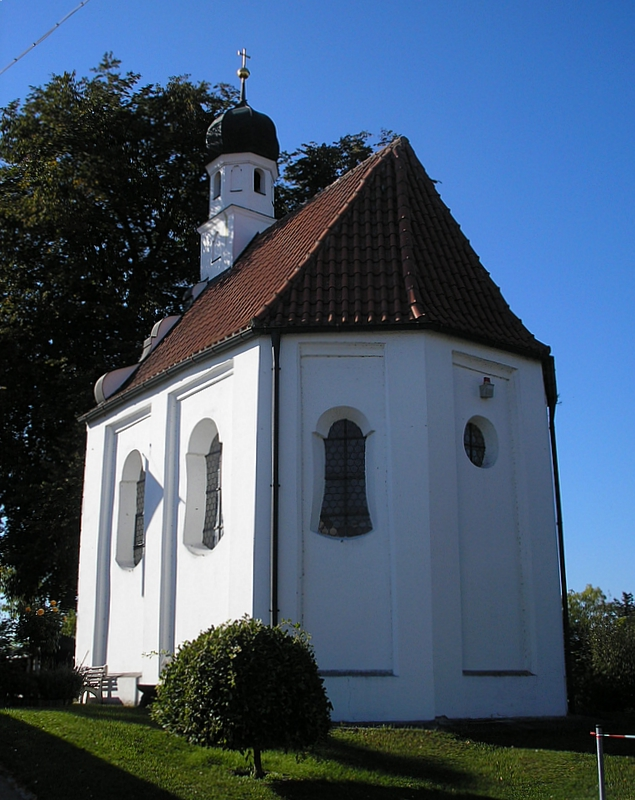
聖ペーター礼拝堂

町域内には「グンツェンレ」と呼ばれる、おそらく先史時代の墳丘でアラマンニ人が支配した時代には民会場として利用されていた丘があった。カロリング朝やザクセン朝の時代にはここで帝国会議がなされていた。15世紀にこの丘はレヒ川の洪水で削られ流されてしまった。グンツェンレの新しい場所は不明で、郷土史家の間で長い間論争の的となっている。
- 聖ペーター礼拝堂
- 旧防衛教会の聖シュテファン教会
- 巡礼教会である城趾礼拝堂
- オットマールリングの環状壁
- メルゲンタウ城
- キッシンガー・ハイデ、レヒタールハイデ
- 近郊型保養地: アウエンゼー、ヴァイトマンゼー
- マティアス・クロスターマイヤー博物館 — メルゲンタウ（フリートベルクとキッシングの間にあたる）にある博物館は2006年のシーズンから金曜と土曜の14時から19時、日曜の10時から19時までの間開館している。

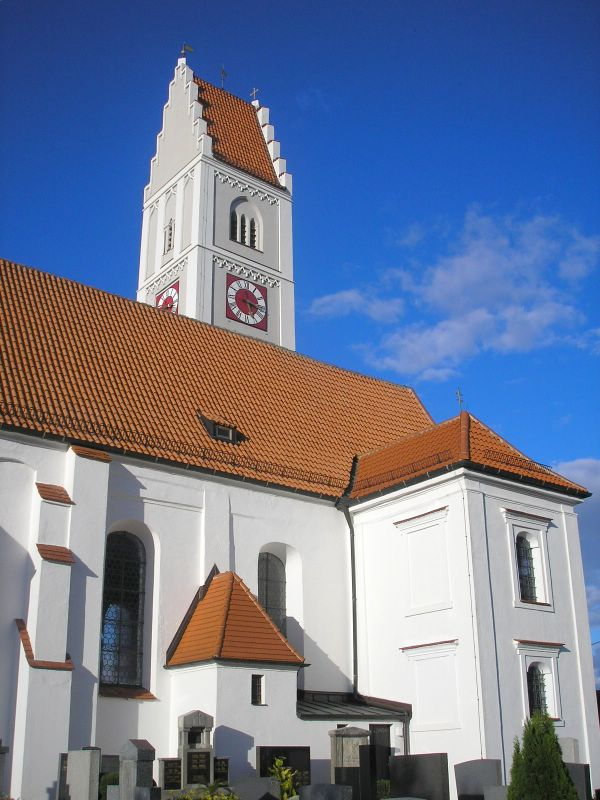
聖シュテファン教会
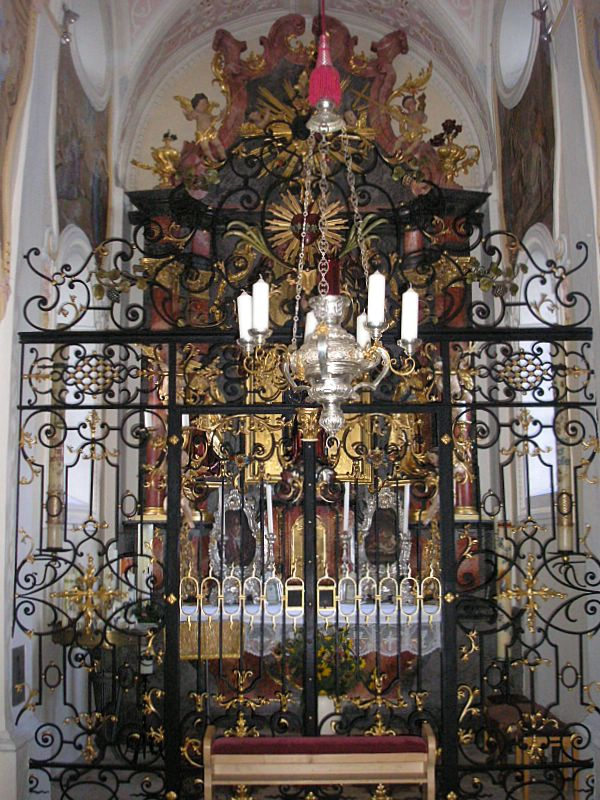
城趾礼拝堂の祭壇室
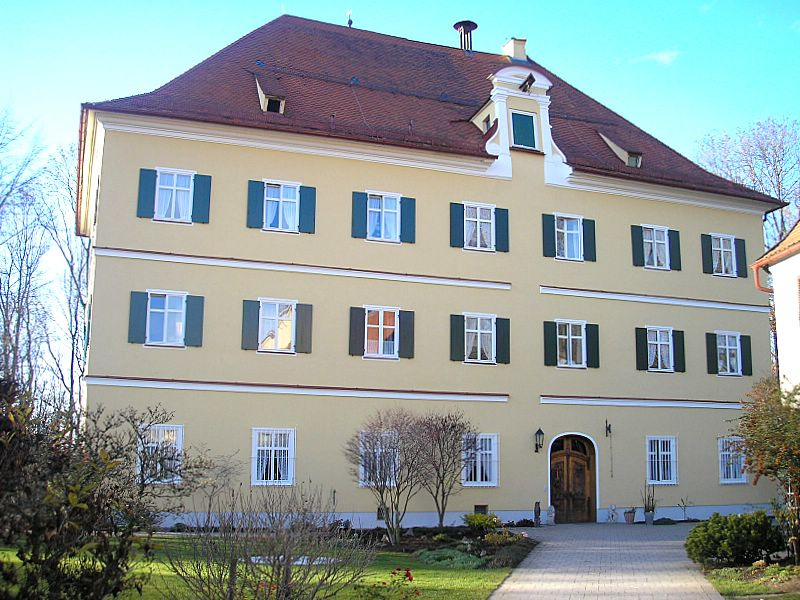
メルゲンタウ城

## 人物

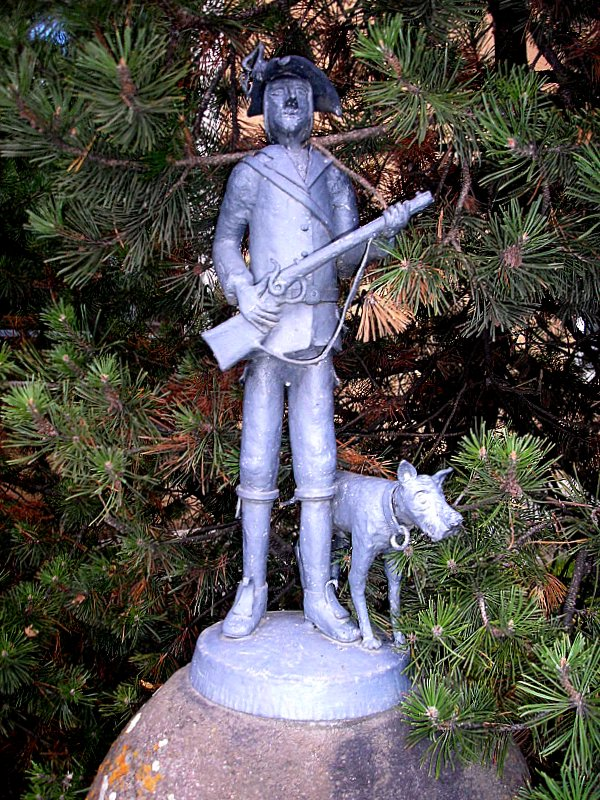
マティアス・クロスターマイヤー像

1736年9月3日にマティアス・クロスターマイヤーが誕生した。彼は当時のシュヴァーベン、バイエルン国境付近で活動した「義賊」で今ではバイエルンの英雄となっている。

## 引用
1. ↑  https://www.statistikdaten.bayern.de/genesis/online?operation=result&code=12411-003r&leerzeilen=false&language=de Genesis-Online-Datenbank des Bayerischen Landesamtes für Statistik Tabelle 12411-003r Fortschreibung des Bevölkerungsstandes: Gemeinden, Stichtag (Einwohnerzahlen auf Grundlage des Zensus 2011)
2. ↑  Bayerische Landesbibliothek Online